# Villa Berthet
Villa Berthet – miasto w Argentynie, w prowincji Chaco, stolica departamentu San Lorenzo.
Według danych szacunkowych na rok 2010 miejscowość liczyła 10 224 mieszkańców.